# Taça Stanley Rous de 1989
A Taça Stanley Rous de 1989 foi a quinta e última edição da competição internacional de futebol também conhecida como Rous Cup, inicialmente estabelecida para continuar o jogo anual tradicional entre os rivais Inglaterra e Escócia após o fim do British Home Championship. 
Tal como nos dois anos anteriores, uma equipe sul-americana também foi convidada para competir em um torneio triangular, com o Chile sendo o escolhido este ano. A então campeã mundial Argentina tinha sido originalmente convidada, mas não foi aceito pelo Governo Britânico, dadas as relações cortadas entre os dois países após a Guerra das Malvinas em 1982.
A Inglaterra venceu a competição pelo segundo ano consecutivo, e pela terceira vez em seus cinco anos de existência. Este ano marcou o final dos confrontos amistosos entre Inglaterra e Escócia organizados por ambos os lados.
Devido à Primeira Divisão Inglês de 1988-99 ter sido alongada para permitir que o Liverpool pudesse disputar todos os seu jogos adiados devido ao desastre de Hillsborough em 15 de abril de 1989, a seleção Inglesa não pode convocar qualquer jogador do Liverpool ou do Arsenal (último adversário do Liverpool) para o torneio.

## Classificação
| Pos. | Seleção    | Pts | J | V | E | D | GP | GC | SG |
| ---- | ---------- | --- | - | - | - | - | -- | -- | -- |
| 1    | Inglaterra | 4   | 2 | 1 | 1 | 0 | 2  | 0  | +2 |
| 2    | Escócia    | 3   | 2 | 1 | 0 | 1 | 2  | 2  | 0  |
| 3    | Chile      | 1   | 2 | 0 | 1 | 1 | 0  | 2  | -2 |

## Jogos

### Inglaterra x Chile
| 23 de maio     | Inglaterra | 0 – 0 | Chile | Estádio de Wembley, Londres                   |
| 20:00 (DST +1) |            |       |       | Público: 15 628 Árbitro: SUE Erik Fredriksson |

| Inglaterra | Chile |

| INGLATERRA:   |    |                                    |                               |     |
|               |    |                                    |                               |     |
| GL            | 1  | Peter Shilton (Derby County)       |                               |     |
| DF            | 2  | Paul Parker (Queen's Park Rangers) |                               |     |
| DF            | 3  | Stuart Pearce (Nottingham Forest)  |                               |     |
| MC            | 4  | Neil Webb (Nottingham Forest)      |                               |     |
| DF            | 5  | Des Walker (Nottingham Forest)     |                               |     |
| DF            | 6  | Terry Butcher (Rangers)            |                               |     |
| MC            | 7  | Bryan Robson (Manchester United)   | Penalizado com cartão amarelo |     |
| MC            | 8  | Paul Gascoigne (Tottenham Hotspur) | Penalizado com cartão amarelo |     |
| AT            | 9  | Nigel Clough (Nottingham Forest)   |                               |     |
| AT            | 10 | John Fashanu (Wimbledon)           | Penalizado com cartão amarelo | 71' |
| MC            | 11 | Chris Waddle (Tottenham Hotspur)   |                               |     |
| Substituição: |    |                                    |                               |     |
| AT            | 0  | Tony Cottee (Everton)              |                               | 71' |
| Treinador:    |    |                                    |                               |     |
| Bobby Robson  |    |                                    |                               |     |

| CHILE:          |    |                                           |                               |                               |
|                 |    |                                           |                               |                               |
| GL              | 1  | Roberto Rojas (São Paulo)                 |                               |                               |
| DF              | 2  | Patricio Reyes (Universidad de Chile)     | Penalizado com cartão amarelo |                               |
| DF              | 3  | Leonel Contreras (Everton)                |                               |                               |
| DF              | 4  | Hugo González (Colo-Colo)                 |                               |                               |
| MC              | 5  | Jaime Pizarro (Colo-Colo)                 |                               |                               |
| AT              | 6  | Hugo Rubio (Bologna)                      | Penalizado com cartão amarelo |                               |
| MC              | 7  | Raúl Ormeño (Colo-Colo)                   |                               |                               |
| AT              | 8  | Juan Covarrubias (Cobreloa)               |                               | 46'                           |
| DF              | 9  | Fernando Astengo (Grêmio)                 |                               | Penalizado com cartão amarelo |
| DF              | 10 | Rubén Espinoza (Colo-Colo)                |                               |                               |
| MC              | 11 | Osvaldo Hurtado (Charleroi)               |                               | 60'                           |
| Substituição:   |    |                                           |                               |                               |
| MC              | 0  | Jaime Vera (OFI Creta)                    |                               | 60'                           |
| AT              | 0  | Juan Carlos Letelier (Deportes La Serena) |                               | 46'                           |
| Treinador:      |    |                                           |                               |                               |
| Orlando Aravena |    |                                           |                               |                               |

### Escócia x Inglaterra
| 27 de maio     | Escócia | 0 – 2 | Inglaterra            | Hampden Park, Glasgow                       |
| 15:00 (DST +1) |         |       | 20' Waddle · 82' Bull | Público: 63 282 Árbitro: FRA Michel Vautrot |

| Escócia | Inglaterra |

| ESCÓCIA:       |    |                                      |                               |     |
|                |    |                                      |                               |     |
| GL             | 1  | Jim Leighton (Manchester United)     |                               |     |
| DF             | 5  | Stewart McKimmie (Aberdeen)          |                               |     |
| DF             | 4  | Alex McLeish (Aberdeen)              | Penalizado com cartão amarelo |     |
| DF             | 3  | Dave McPherson (Heart of Midlothian) |                               |     |
| DF             | 2  | Maurice Malpas (Dundee United)       |                               |     |
| MC             | 8  | Pat Nevin (Everton)                  |                               |     |
| MC             | 6  | Roy Aitken (Celtic)                  |                               |     |
| MC             | 10 | Paul McStay (Celtic)                 |                               |     |
| MC             | 11 | Bobby Connor (Aberdeen)              |                               | 57' |
| AT             | 9  | Ally McCoist (Rangers)               |                               |     |
| AT             | 7  | Mo Johnston (Nantes)                 |                               |     |
| Substituições: |    |                                      |                               |     |
| MC             | 12 | Peter Grant (Celtic)                 |                               | 57' |
| Treinador:     |    |                                      |                               |     |
| Andy Roxburgh  |    |                                      |                               |     |

| INGLATERRA:    |    |                                      |  |     |
|                |    |                                      |  |     |
| GL             | 1  | Peter Shilton (Derby County)         |  |     |
| DF             | 2  | Gary Stevens (Rangers)               |  |     |
| DF             | 3  | Stuart Pearce (Nottingham Forest)    |  |     |
| MC             | 6  | Neil Webb (Nottingham Forest)        |  |     |
| DF             | 4  | Des Walker (Nottingham Forest)       |  |     |
| DF             | 5  | Terry Butcher (Rangers)              |  |     |
| MC             | 7  | Bryan Robson (Manchester United)     |  |     |
| MC             | 8  | Trevor Steven (Rangers)              |  |     |
| AT             | 11 | John Fashanu (Wimbledon)             |  | 31' |
| AT             | 9  | Tony Cottee (Everton)                |  | 75' |
| MC             | 10 | Chris Waddle (Tottenham Hotspur)     |  |     |
| Substituições: |    |                                      |  |     |
| MC             | 14 | Paul Gascoigne (Tottenham Hotspur)   |  | 75' |
| AT             | 16 | Steve Bull (Wolverhampton Wanderers) |  | 31' |
| Treinador:     |    |                                      |  |     |
| Bobby Robson   |    |                                      |  |     |

### Escócia x Chile
| 30 de maio     | Escócia                   | 2 – 0 | Chile | Hampden Park, Glasgow                     |
| 20:00 (DST +1) | McInally 5' · MacLeod 53' |       |       | Público: 9 006 Árbitro: BEL Alexis Ponnet |

| Escócia | Chile |

| ESCÓCIA:      |    |                                   |                               |     |
|               |    |                                   |                               |     |
| GL            | 1  | Jim Leighton (Manchester United)  |                               |     |
| DF            | 2  | Stewart McKimmie (Aberdeen)       |                               |     |
| DF            | 3  | Maurice Malpas (Dundee United)    |                               |     |
| DF            | 4  | Roy Aitken (Celtic)               |                               |     |
| DF            | 5  | Alex McLeish (Aberdeen)           |                               |     |
| DF            | 6  | Gary Gillespie (Liverpool)        |                               | 70' |
| AT            | 7  | David Speedie (Coventry City)     | Penalizado com cartão amarelo | 46' |
| MC            | 8  | Peter Grant (Celtic)              |                               |     |
| MC            | 9  | Murdo MacLeod (Borussia Dortmund) |                               |     |
| MC            | 10 | Paul McStay (Celtic)              |                               |     |
| AT            | 11 | Alan McInally (Aston Villa)       |                               |     |
| Substituição: |    |                                   |                               |     |
| DF            | 17 | Derek Whyte (Celtic)              |                               | 70' |
| AT            | 18 | Mo Johnston (Nantes)              |                               | 46' |
| Treinador:    |    |                                   |                               |     |
| Andy Roxburgh |    |                                   |                               |     |

| CHILE:          |    |                                           |                               |     |
|                 |    |                                           |                               |     |
| GL              | 1  | Roberto Rojas (São Paulo)                 |                               |     |
| DF              | 2  | Patricio Reyes (Universidad de Chile)     |                               |     |
| DF              | 3  | Leonel Contreras (Everton)                |                               |     |
| DF              | 4  | Hugo González (Colo-Colo)                 |                               |     |
| MC              | 5  | Héctor Puebla (Cobreloa)                  |                               |     |
| MC              | 6  | Jaime Vera (OFI Creta)                    |                               |     |
| MC              | 7  | Alejandro Hisis (OFI Creta)               |                               |     |
| MC              | 8  | Jaime Pizarro (Colo-Colo)                 |                               |     |
| MC              | 9  | Juvenal Olmos (Universidad Católica)      |                               | 65' |
| AT              | 10 | Hugo Rubio (Bologna)                      |                               |     |
| AT              | 11 | Juan Covarrubias (Cobreloa)               |                               | 46' |
| Substituição:   |    |                                           |                               |     |
| MC              | 20 | Jaime Patricio Ramírez (Unión Española)   |                               | 65' |
| AT              | 22 | Juan Carlos Letelier (Deportes La Serena) | Penalizado com cartão amarelo | 46' |
| Treinador:      |    |                                           |                               |     |
| Orlando Aravena |    |                                           |                               |     |

## Premiações
| Taça Stanley Rous de 1989           |
| ----------------------------------- |
| Inglaterra Campeã (Terceiro título) |

## Artilheiros
1 gol
- Chris Waddle
- Steve Bull
- Alan McInally
- Murdo MacLeod